# Isabelle de Montolieu
Isabelle de Montolieu, geboren als Elisabeth Jeanne Pauline Polier de Bottens (Lausanne, 7 mei 1751 - aldaar, 29 december 1832) was een Zwitserse schrijfster en vertaalster.

## Biografie
Isabelle de Montolieu werd geboren in 1751 als dochter van Jean-Antoine-Noé Polier de Bottens en Elisabeth-Antoinette-Suzanne Lagier de Pluviannes. Ze was een zus van Etienne Henri Georges Polier. Ze huwde tweemaal, een eerste maal in 1769 met Benjamin de Crousaz de Mézery en in 1786 met baron Louis de Montolieu, directeur van de Franse Beurs in Lausanne.
Vooral nadat ze in 1800 voor een tweede maal weduwe was geworden, legde Isabelle de Montolieu zich toe op haar literaire carrière. Ze schreef romans gebaseerd op andere werken of op verhalen uit de lokale geschiedenis. Ze kende het meeste succes met de romans Caroline de Lichtfield uit 1786 en Les châteaux suisses uit 1816. Daarnaast vertaalde de Montolieu ook Engelstalige en Duitstalige romans in het Frans. Zo bracht ze bijvoorbeeld in 1814 een Franse vertaling van het boek Der Schweizerische Robinson van Johann David Wyss uit.